# Progress M-32
Progress M-32 (ryska: Прогресс М-32) var en rysk obemannad rymdfarkost som levererade förnödenheter, syre, vatten och bränsle till rymdstationen Mir. Den sköts upp med en Sojuz-U-raket från Kosmodromen i Bajkonur den 31 juli 1996 och dockade med Mir den 2 augusti. Farkosten lämnade rymdstationen den 2 augusti 1996 för att återigen docka med stationen den 3 september 1996. Farkosten lämnade rymdstationen en sista gång den 20 november 1996 och brann upp i jordens atmosfär några timmar senare.

### Fotnoter
1. ↑  ”NASA Space Science Data Coordinated Archive” (på engelska). NASA. https://nssdc.gsfc.nasa.gov/nmc/spacecraft/display.action?id=1996-043A. Läst 1 mars 2020.
2. ↑  Manned Astronautics - Figures & Facts Arkiverad 9 oktober 2007 hämtat från the Wayback Machine., läst 15 juli 2016.